# Арида (город)
Арида (яп. 有田市 Арида-си) — город в Японии, находящийся в префектуре Вакаяма. Площадь города составляет 36,92 км², население — 29 142 человека (1 августа 2014), плотность населения — 789,33 чел./км².

## Географическое положение
Город расположен на острове Хонсю в префектуре Вакаяма региона Кинки. С ним граничат город Кайнан и посёлки Аридагава, Юаса.

## Население
Население города составляет 29 142 человека (1 августа 2014), а плотность — 789,33 чел./км². Изменение численности населения с 1980 по 2005 годы:
| 1980 | 35 683 чел. |  |
| 1985 | 35 401 чел. |  |
| 1990 | 34 810 чел. |  |
| 1995 | 34 283 чел. |  |
| 2000 | 33 661 чел. |  |
| 2005 | 32 143 чел. |  |

## Символика
Деревом города считается кастанопсис, цветком — Citrus unshiu.